# Berta García Faet
Berta García Faet (Valencia, 1988) es una poeta española que fue reconocida con el Premio Nacional de Poesía Joven Miguel Hernández.

## Biografía
García Faet se licenció en Ciencias Políticas en 2011 y en Humanidades en 2013 en la Universidad de Valencia. Además, estudió tres cursos de la carrera de Economía en esa misma universidad, y obtuvo un máster en Political Philosophy en la Universidad Pompeu Fabra y otro en Literatura Española y Latinoamericana en la Universidad de la Ciudad de Nueva York (CUNY). En 2018 cursó un doctorado en Estudios Hispánicos en la Universidad Brown en Estados Unidos.
Como autora, publicó varios libros de poemas como Manojo de abominaciones (Premio de Poesía "Ana de Valle", 2008), Night club para alumnas aplicadas (Premio Nacional de Poesía "Ciega de Manzanares", 2009), La edad de merecer (2011), Introducción a todo (Premio de Poesía Joven Pablo Baena) o Corazón tradicionalista (recopilación de obras entre 2008 y 2011). Tradujo al castellano a la poeta Blanca Llum Vidal.
García Faet es considerada una «voz fundamental de la nueva poesía española» y «de las más influyentes de la poesía actual».

## Reconocimientos
En 2018, fue galardonada con el Premio Nacional de Poesía Joven Miguel Hernández que concede el Ministerio de Cultura español por el poemario Los salmos fosforitos (ed. La Bella Varsovia), una obra que constituye un diálogo y homenaje al poeta peruano César Vallejo, libro del que el jurado destacó «que lleva a nuevos límites la poesía combinando la inteligencia, el humor, la emoción y el chispazo lírico».

## Obra
- Manojo de abominaciones: Casa Municipal de la Cultura, 2008.
- Night club para alumnas aplicadas: Ediciones Vitruvio, 2010.
- Fresa y herida: Instituto Leonés de la Cultura, 2010.
- Introducción a todo: La Bella Varsovia, 2011.
- La edad de merecer: La Bella Varsovia, 2015.
- Los salmos fosforitos: La Bella Varsovia, 2017.
- Corazón tradicionalista: La Bella Varsovia, 2018 (recopila sus 4 primeros poemarios).
- Una pequeña personalidad linda: La Bella Varsovia, 2021.
- Corazonada: La Bella Varsovia, 2023.
- El arte de encender las palabras. La dimensión conmovedora de la poesía: Barlin Libros, 2023